# Macaranga rarispina
Macaranga rarispina är en törelväxtart som beskrevs av Timothy Charles Whitmore. Macaranga rarispina ingår i släktet Macaranga och familjen törelväxter. Inga underarter finns listade i Catalogue of Life.